# فاطمة علي (طاهية)
فاطمة علي (بالأردوية: فاطمہ علی؛ بالإنجليزية: Fatima Ali) هي طاهية باكستانية وأمريكية، ولدت في 8 أغسطس 1989 في لاهور في باكستان، وتوفيت في 25 يناير 2019 في سان مارينو في الولايات المتحدة بسبب ساركومة يوينغ.

## وصلات خارجية
- فاطمة علي على موقع IMDb (الإنجليزية)